# Sia (pevka)
Sia Kate Isobelle Furler, avstralska glasbenica, pevka, tekstopiska in režiserka, * 18. december 1975, Adelajda, Južna Avstralija, Avstralija.
Svojo kariero je začela kot pevka v acid jazz zasedbi Crisp sredi devetdesetih let v Adelajdi. Leta 1997, ko je Crisp razpadel, je v Avstraliji izdala svoj prvi studijski album z naslovom Only See. Preselila se je v London in nastopala kot vokalistka v britanskem duu Zero 7. Sia je leta 2000 izdala svoj drugi studijski album, Healing Is Difficult, leta 2004 pa še tretjega z naslovom Color the Small One. 
Sia se je leta 2005 preselila v New York in gostovala po ZDA. Njen četrti in peti studijski album, Some People Have Real Problems ter We Are Born, sta izšla leta 2008 oziroma 2010. Avstralsko združenje snemalne industrije je za oba albuma potrdilo, da sta glede na prodajo dosegla zlato; pritegnila sta širšo pozornost kot njeni prejšnji glasbeni albumi. Zaradi naraščajoče slave je Sia opravila premor z nastopanjem, med katerim se je osredotočila na pisanje pesmi za druge izvajalce in ustvarila uspešna sodelovanja, na primer skladbe Titanium (z Davidom Guetto), Diamonds (z Rihanno) in Wild Ones (s Flo Rida).
Leta 2014 se je Sia prebila kot samostojna snemalka, ko se je njen šesti studijski album 1000 Forms of Fear povzpel na prvo mesto ameriškega Billboard 200 in se singel Chandelier uvrstil med deset nabolj predvajanih pesmi; nastala je tudi trilogija glasbenih video spotov, v režiji Sie in z nastopom otroške plesalke Maddie Ziegler. Od takrat je Sia običajno nosila lasuljo, ki ji je zakrivala obraz, da bi zaščitila svojo zasebnost. Njen sedmi studijski album This Is Acting (2016) je ustvaril njen prvi singel Billboard Hot 100 številka ena, "Cheap Thrills". Istega leta je Sia začela svojo nostalgijo po sedanji turneji, ki je vključevala ples Zieglerja in drugih ter druge umetniške elemente performansa. Njen osmi studijski album Everyday Is Christmas je izšel leta 2017 in znova izdan leta 2018 s tremi bonus skladbami. Leta 2018 je sodelovala z Labrinthom in Diploom v skupini LSD, aprila 2019 pa so izdali svoj istoimenski debitantski album.
Sia je napisala in režirala celovečerni film z naslovom Glasba (angl. Music), ki je izšel v začetku leta 2021 skupaj z albumom Music – Songs from and Inspired by the Motion Picture. Med priznanji, ki jih je prejela Sia, je skoraj ducat nagrad ARIA, 9 nominacij za nagrado grammy in MTV Video Music Award.  